# Andre Royo
Andre Royo (18 de julio de 1968) es un actor estadounidense. Su papel más conocido fue el de "Bubbles" en The Wire, y ha participado en series televisivas como Fringe, Party Down y How To Make It In America.

## Televisión
Su papel más conocido fue en la serie The Wire (HBO) como Bubbles, drogadicto y confidente de la policía. La caracterización de Royo era tan convincente que durante el rodaje un heroinómano le ofreció droga confundiéndole con un auténtico drogadicto ("necesita una dosis más que yo"). Royo declaró que ese había sido su Oscar callejero.
Tuvo una breve aparición en Terminator: The Sarah Connor Chronicles como soldado en una unidad que fue enviada hacia el pasado. También ha interpretado papeles en Héroes y Kenan & Kel.

## Cine
Tuvo un pequeño papel en Shaft  de John Singleton.
Encarnó los papeles de Hamilton en Super (2010) y Antwan 'Coffee' Coleman en Red Tails (2012).